# Sodomite Suppression Act

Le projet de loi Sodomite Suppression Act est une initiative populaire proposée par Matt McLaughlin, un avocat du comté d'Orange, en Californie, dont le but est de promouvoir l'assassinat de personnes homosexuelles. Ce projet a été proposé en 2015.

## Initiative
Le projet de loi de Matt McLaughlin a été envoyé au cabinet du procureur général le 26 février 2015, le courrier contenant le texte de loi ainsi qu'un chèque de 200 $. Le projet appelle à l’exécution de la communauté homosexuelle par « une balle dans le crâne » ou « toute autre méthode convenable,. »
Comme le dit le San Diego Gay & Lesbian News, le projet de loi s'inspire des précédentes réformes homophobes adoptées par la Russie et l'Ouganda. Il vise à interdire la « propagande sodomite » et à la condamner d'une amende fixée à « un million de dollars par occurrence et/ou jusqu'à 10 ans de prison et/ou une interdiction de séjour en Californie. »

## Réactions
Le procureur général de la Californie Kamala Harris s'est opposé à cette proposition de loi, car elle « menace l'ordre public, est clairement anticonstitutionnelle, complètement répréhensible, et n'a pas sa place dans une société civilisée. »
Le caucus LGBT californien a rempli une demande pour voir Matt McLaughlin radié du barreau. Ricardo Lara (en), un sénateur gay membre du caucus, a déclaré que le « caucus pense que Matt McLaughlin a oublié les codes moraux qui régissaient le métier d'avocat. »
Une pétition a aussi été lancée sur change.org pour obtenir la radiation de Matt McLaughlin. Le 22 mai 2015 elle comptabilisait plus de 139 000 signatures.
Le 23 juin 2015 Raymond M. Cadei, un juge de Sacramento, a estimé que le texte était « manifestement anticonstitutionnel » et a ajouté qu'il était « inapproprié, un gaspillage des ressources publiques, [et que] cela diviserait inutilement l'opinion publique, et tendrait à induire en erreur le corps électoral. » Ce jugement a entraîné le rejet de cette initiative.